# Mathena
De havezate Mathena is een huis en voormalig kasteel in de Nederlandse stad Zevenaar, provincie Gelderland. Het tegenwoordige huis Mathena dateert uit de 16e eeuw en is de opvolger van het middeleeuwse kasteel op deze locatie.

## Geschiedenis
In 1335 wordt Mathena voor het eerst vermeld. De betreffende akte behandelt de verkoop van goederen in Gendringen en noemt een persoon met de naam ‘van Matena’.
Midden 15e eeuw werd Mathena bewoond door de Zevenaarse schepen Gerrit van der Wilten. Hij had zijn huis De Wildt in Gendringen verkocht en was op Mathena gaan wonen.
In de 16e eeuw kwam Mathena terecht bij een bastaardtak van het geslacht Van den Bergh, toen Mechteld van der Wilten trouwde met Adam van den Bergh. Hun zoon Hercules droeg in 1575 Mathena op als Berghs leen. Het oude kasteel is in deze eeuw vervangen door een nieuw huis, waarschijnlijk in opdracht van Adam.
Na vererving aan de familie Van Appelthorn begin 17e eeuw kwam Mathena in 1696 door verkoop bij burgemeester Andries Hendrik Hecking. Na diverse wisselingen van eigenaar kwam het in 1789 in bezit van de familie Van Goltstein van Hoekenburg. Zij verkochten het huis in 1836.
In 1856 werd naast Mathena het spoorwegstation van de Rijnspoorweg geopend.

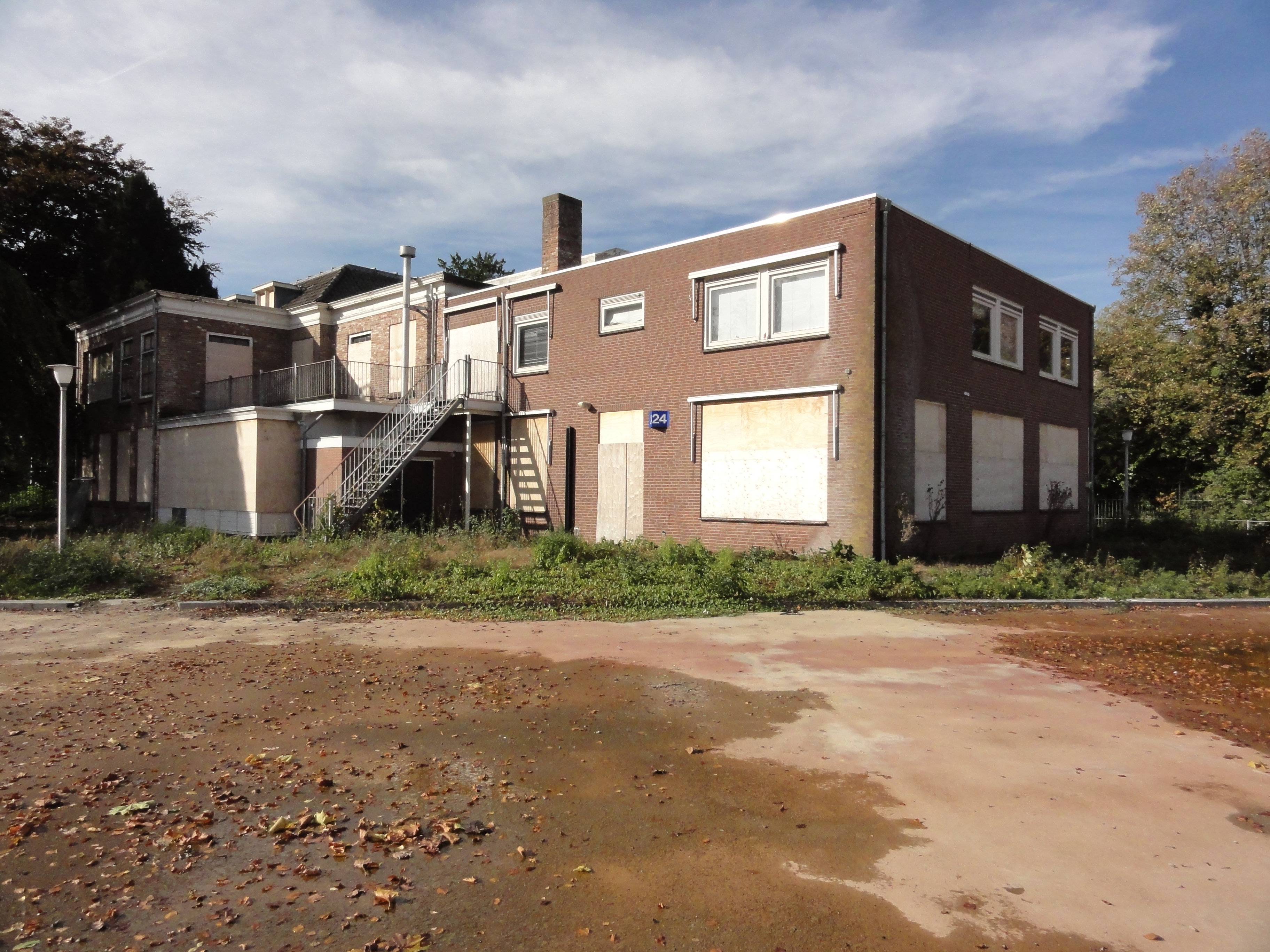
De achterzijde van Mathena in 2019

Van 1930 tot 1953 was Mathena in bezit van de arts Jan Georg Antonius Honing. Hierna werd het een verpleeghuis, totdat Turmac Tobacco Company het huis in 1974 aankocht en de tuin gebruikte om de fabriek te kunnen uitbreiden. Het huis zelf werd aanvankelijk ingericht als een gezinsvervangend tehuis, maar fungeerde van 1981 tot 2010 als onderkomen van het Liemers Museum.
In 2011 werden de fabrieksgebouwen van BAT (de opvolger van Turmac) verkocht aan Solidiam. Het huis Mathena viel buiten de transactie en raakte door achterstallig onderhoud zwaar verwaarloosd. In 2019 nam Solidiam ook het huis Mathena over. Het gebouw is in 2019/2020 hersteld en weer in gebruik genomen.

## Beschrijving
Het middeleeuwse kasteel is in de 14e eeuw gebouwd naast het riviertje de Aa. Hieraan dankt het huis ook zijn naam: ‘Maet then Aa’ betekent weide aan de Aa. Met de Rijn in de buurt was het een strategische locatie voor een kasteel. De Aa verzandde echter door de dijkaanleg in de 14e eeuw. Het is verder niet bekend hoe het middeleeuwse huis er uit heeft gezien.
Het tegenwoordige Mathena is in de 16e eeuw gebouwd op dezelfde locatie als zijn voorganger. Het classicistische uiterlijk is na 1789 ontstaan toen de familie Van Goltstein een ingrijpende verbouwing liet uitvoeren. Hierbij is het huis aan de voorzijde ook meteen uitgebreid, maar de oorspronkelijke gevel is als binnenmuur behouden gebleven. Rond 1880 is Mathena gemoderniseerd. Aan de achterzijde werd in 1962 een aanbouw geplaatst ten behoeve van het verpleeghuis. Deze aanbouw was uitgevoerd in eenzelfde stijl als het hoofdgebouw, gebruikmakend van oude bakstenen van een afgebroken Betuwse boerderij. Tien jaar later werd het huis nogmaals uitgebreid, maar dit keer in een moderne stijl.
Het huis kent twee bouwlagen en een afgeplat schilddak. Aan de voorzijde bevindt zich een timpaan met een klok.
Aalst · Aardenburg · Acquoy · Aerdt · Agistaldaburg · Ahof · Aldenhaag · Aller · Ambe · Ammersoyen · Ampsen · Andelst · Angeroyen · Appelburg · Appelse walburg · Appeltern · Arler · Baak · Babberich · Baer · Baerle · Bakerbosch · Balgoij · Barlham · Batenburg · Beek · Beerenclaauw · Bemmel · Bevervoorde · Bergh · Biljoen · Bingerden · Blankenborg (Laren) · Blankenborg · Blauwe Huis · Blokhuis (Ravenswaaij) · Boelenham · Boetselaersborg · Borculo · Boswaai · Brakel · Den Brakel · Den Bramel · Bredevoort · Broekhuizen · Bronkhorst · Bruchem · Bruinhorst · Brunsberg · Bulkestein · Bunswaard · Burcht van Tiel · Buren · De Buurse · Byland · Byvanck · Caetshage · Camphuysen · De Cannenburch · de Cloese · Coldenhove · Culemborg · Dedinckweerd · Delwijnen · Didam · Diepenbroek · Hof te Dieren · Huis Dijck · Dikke Tinne · Doddendaal · Dodewaard · Doornenburg · Doornik · Doorwerth · Dooyenburg · Dorth · Doseburg · Drakenburg · Dreumel · Druten · Duivelshuis · Eerbeek · De Ehze · Elburg · Eldrik · Emmerik · Engelenburg · Groot Engelenburg · Engelrode · Enghuizen · Enspijk · De Essenburgh · Essenpas · Est · Fokkinck · Gameren · Geerestein · Geldermalsen · De Gelderse Toren · Geldersweerd · Gellicum · Gendt · Gennepestein · Glindhorst · Goudenstein · ‘s-Grevenhoef · Groot Hell · Groenlo · Groesbeek · Huis te Groesbeek · Grunsfoort · Gulden Spijker · Hackfort · Hackforts Veenhuis · Hagen · Hagevoort · Hamerden · Hanepol · Harreveld · Harslo · Hassink · Het Haveke · Hedel · Heeckeren · De Heegh · Hees · De Heest · Hellouw · Hemmen · Hernen · Motte van Hernen · Heumen · Heusden · Hoekelum · Hoekenburg · De Hoeve · De Hof · Hof d'Ooy · Hof van Arkel · Huis het Holt · Holthuis · Het Holtslag · Ter Horst · Houberg · St. Hubertus · Huissen · Hulhuizen · Hulkestein · Hulsen · Hunneschans bij De Duno · Hunneschans bij Uddel · Jonker Bloo · 't Joppe · De Kamp · Karssenberg · Kemnade · Keppel · Kermestein · Kernhem · Kervel · Kiefskamp · De Kinkelenburg · Klein Enghuizen · Kleverburg · Kortenhoeve · Laag Helbergen · Lakenburg · Landfort · Langen · Latenstein · De Lathmer · Lathum · Ter Lede · Leegpoel · Leemcuyl · Leeuwen · Leeuwenbergh · Lensenburg · Lent · Leur · Leuvenum · Leyenburg · Lichtenvoorde · Lievenstein · Loenen · Loevestein · Loil · Loowaard · Luynhorst · Hof te Maasbommel · Magerhorst · Malburgen · Malderburcht · Malsen · Manhorst · Marhulsen · De Marsch · Marveld · Mathena · Maurik · Medel · Medestein · 't Medler · Meinerswijk · De Mellard · Mensink · Mergelp · Meteren · 't Meyerink · Middachten · Millingen · Mussenberg · Nagelhorst · Nederhagen · Nederhemert · Neerijnen · Huis Neerijnen · De Nesch · Nettelhorst · Nieuwe Blokhuis ·  Nijburg · Nijenbeek · Old Putten · Notenstein · Nye Huis · Olde Spijker · Oldenaller · Oldenhof (Driel) · Oldenhof (Heteren) · De Ooij · Oolde · Oud Oolde · Oosterhout · Ophemert · Opijnen · Oud Ampsen · Oude Blokhuis · Het Oude Loo · Oude Voorst · Oudenborch · Oud-Wisch · Huis te Overasselt · Overeng · Overhagen · Overlaar · 't Oye · Palmestein · De Parck · Persingen · Plekenpol · Ploen · Pluimenburg · Poederoijen · Poelwijck · Poelwijk · De Pol (Dreumel) · Huis de Poll (Huis te Gietelo) · De Poll (Huissen) · Pollenbering · Pollenstein · Puttenstein · Het Raasink · Ravenhorst · De Rees · Ressen · Reuversweerd · Reygersfoort · Rhijnestein · Huis Rijswijk · Rode Toren · Roode Wald · Rosande · Rosendael · Rossum · Rumpt · Ruurlo · Rijsselt · Schadewijk · Schaffelaar · Scherpenzeel · Schoonbroek · Schoonderbeek · Schoonenburg · Schuilenburg · Schuilkerke · Hof te Seelbeek · Sevenaer I · Sevenaer II · Sinderen (Oude IJsselstreek) · Sinderen (Voorst) · Slangenburg · Sleeburg · Slimsijp · De Snor · Soelen · Spaansweerd · Spaldorp · Spijk · Staverden · Sterkenburg · Swanepol · Tarthorst · Teisterbant (Kerk-Avezaath) · Teisterbant (Kerkdriel) · Ter Dicke · Tolhuis · Tolhuis (Tiel) · Tollenburg · Tongerlo · Toren van Wely · Tuil · Ubbergen · Uilenburg (Ewijk) · Uilenburg (Heteren) · Ulenpas · Ulft · Upladen · Valburg · Valkhofburcht · Valkhofpalts · Vanenburg · Varik · Hof te Varsseveld · 't Velde · Velhorst · Verwolde · Vierakker · De Voorst · Voorstonden · Vorden · Vosbergen · Vredenburg · Vredestein (Driel) · Vredestein (Ravenswaaij) · Vuren · Waardenburg · Waddestein · Wadenoijen · Waede · Wageningen · Walfort · 't Waliën · De Wardt · Watergoor · Watermeerwijk · Wayenstein (Huis te Herwijnen) · Well (Huis van Malsen) · Weijenrade · Westenburg · Westerholt · Weurt · De Wiersse · Wijenburg (Echteld) · De Wildenborch · De Wildt · Wilp · Wilperhorst · Winssen · Wisch · Wychen · Wolfswaard · Woolbeek · Yrst · IJzendoorn · Zeeland · Zilveren Spijker · Zuilichem · Zwaluwenburg · Zwanenburg (Heerde) · Zwanenburg (Megchelen)